# سين أباد (أرومية)
سين‌ أباد هي قرية في مقاطعة أرومية، إيران. عدد سكان هذه القرية هو 459 في سنة 2006.